# 4424 Arkhipova
A 4424 Arkhipova (ideiglenes jelöléssel 1967 DB) a Naprendszer kisbolygóövében található aszteroida. Tamara Mihajlovna Szmirnova fedezte fel 1967. február 16-án.